# MPEG-21
MPEG-21（エムペグトゥウェンティーワン、にじゅういち, ISO/IEC 21000）は、将来のマルチメディア流通を想定して、著作権保護やコンテンツ保護を中心とした規格。MPEG-7と同様、動画の圧縮を定めた仕様ではない。21という数字の意味は、21世紀に重要になるとの位置づけからである。

## 主なMPEG規格
- 動画/音声/システム
  - MPEG-1,MPEG-2,MPEG-4 ※MPEG-3はMPEG-2に吸収する形でキャンセルされた。
- メディア
  - MPEG-7